# Mount Forecast
Mount Forecast är ett berg i Antarktis. Det ligger i Östantarktis. Australien gör anspråk på området. Toppen på Mount Forecast är 1 864 meter över havet.
Terrängen runt Mount Forecast är platt åt sydost, men åt nordväst är den kuperad. Trakten är obefolkad. Det finns inga samhällen i närheten.